# Publi Corneli Lèntul Marcel·lí (cònsol)
Publi Corneli Lèntul Marcel·lí (en llatí: Publius Cornelius P. f. Cn. n. Lentulus Marcellinus) va ser un magistrat romà del segle i aC. Era fill del qüestor Publi Corneli Lèntul Marcel·lí i net de Gneu Corneli Lèntul Marcel·lí. Si la filiació és certa, era net també d'Escribònia, la segona esposa d'August. Formava part de la gens Cornèlia i era de la família dels Cornelis Lèntuls.
Va ser elegit cònsol l'any 18 aC juntament amb Gneu Corneli Lèntul, en temps de l'emperador August.